# Theta Chamaeleontis
Désignations
Theta Chamaeleontis (θ Cha / θ Chamaeleontis) est une étoile géante de la constellation australe du Caméléon, située à environ 155 années-lumière de la Terre. Elle est visible à l'œil nu avec une magnitude apparente de 4,34.

## Environnement stellaire
L'étoile présente une parallaxe annuelle de 21,00 ± 0,14 mas telle que mesurée par le satellite Hipparcos, ce qui permet d'en déduire qu'elle est distante de 155 ± 1 a.l. (∼ 47,5 pc) de la Terre. Elle s'éloigne du Système solaire à une vitesse radiale héliocentrique de +22 km/s.
Elle possède un compagnon visuel, parfois désigné Theta Chamaeleontis B. Il s'agit d'une étoile de magnitude 12,44, qui, en date de 2015, était localisée à une distance angulaire de 20 secondes d'arc et à un angle de position de 233°. Ce compagnon apparaît être une double purement optique.

## Propriétés
Theta Chamaeleontis est une étoile géante rouge évoluée de type spectral K2 IIIb CN0,5, avec le suffixe « CN0,5 » qui indique que son spectre présente une surabondance légère en cyanogène. Sa masse n'est que de 94 % celle du Soleil, mais elle s'est étendue jusqu'à ce que son rayon fasse 11,5 fois le rayon solaire. L'étoile est 60 fois plus lumineuse que le Soleil et sa température de surface est de 4 570 K.